# Rayo Vallecano de Madrid 2020-2021
Questa voce raccoglie le informazioni riguardanti il Rayo Vallecano de Madrid nelle competizioni ufficiali della stagione 2020-2021.

## Maglie e sponsor
| Casa | Trasferta | Terza divisa |

Sponsor ufficiale: William Hill
Fornitore tecnico: Umbro

## Rosa

### Rosa 2020-2021
| N. |                               | Ruolo | Calciatore              |
| -- | ----------------------------- | ----- | ----------------------- |
| 1  | Francia (bandiera)            | P     | Luca Zidane             |
| 2  | Uruguay (bandiera)            | D     | Emiliano Velázquez      |
| 3  | Spagna (bandiera)             | D     | Iván Martos             |
| 4  | Spagna (bandiera)             | C     | Mario Suárez (capitano) |
| 5  | Spagna (bandiera)             | D     | Alejandro Catena        |
| 6  | Spagna (bandiera)             | C     | Santi Comesaña          |
| 7  | Spagna (bandiera)             | A     | Isi Palazón             |
| 8  | Argentina (bandiera)          | A     | Óscar Trejo             |
| 9  | Argentina (bandiera)          | A     | Leonardo Ulloa          |
| 10 | Portogallo (bandiera)         | C     | Bebé                    |
| 11 | Spagna (bandiera)             | A     | Andrés Martín           |
| 13 | Macedonia del Nord (bandiera) | P     | Stole Dimitrievski      |
| 14 | Marocco (bandiera)            | A     | Yacine Qasmi            |

| N. |                       | Ruolo | Calciatore            |
| -- | --------------------- | ----- | --------------------- |
| 15 | Spagna (bandiera)     | A     | Antoñín               |
| 17 | Perù (bandiera)       | D     | Luis Advíncula        |
| 18 | Spagna (bandiera)     | C     | Álvaro García         |
| 19 | Spagna (bandiera)     | A     | Miguel Ángel Guerrero |
| 20 | Spagna (bandiera)     | C     | Joni Montiel          |
| 22 | Spagna (bandiera)     | C     | José Ángel Pozo       |
| 23 | Spagna (bandiera)     | C     | Óscar Valentín        |
| 24 | Montenegro (bandiera) | D     | Esteban Saveljich     |
| 27 | Spagna (bandiera)     | D     | Martín Pascual        |
| 28 | Spagna (bandiera)     | D     | Mario Hernández       |
| 30 | Spagna (bandiera)     | P     | Miguel Morro          |
| 33 | Spagna (bandiera)     | D     | Fran García           |
|    | Spagna (bandiera)     | P     | Alberto García        |